# Liste des députés de la législature 2023-2028 de la Chambre des députés du Luxembourg

Diagramme de la Chambre des députés luxembourgeoise au 20 septembre 2024:
CSV (21)
DP (14)
LSAP (12)
ADR (5)
Gréng (4)
PPL (2)
Lénk (2)

Cet article donne la liste des 60 députés luxembourgeois de la législature 2023-2028 de la Chambre des députés du Luxembourg.

## Méthodologie

Circonscriptions électorales du Luxembourg.

La répartition politique des députés siégeant à la Chambre reflète les résultats électoraux, mais leur représentation géographique est prédéterminée : parmi les 60 députés, 23 viennent de la circonscription Sud, 21 du Centre, 9 du Nord et 7 de l’Est.
La liste recense les députés siégeant à la Chambre des députés, soit élus à l'issue des élections législatives du 8 octobre 2023, soit remplaçant les élus ayant été nommés au gouvernement ou décédés. Pour chaque député, la liste précise sa circonscription d'élection, le parti ainsi que le groupe ou la sensibilité politique auxquels il appartient (un groupe ayant 5 membres ou plus). Sauf indication contraire, les députés siégeant ont été élus lors des élections législatives d'octobre 2023.
Lors de la nomination au gouvernement ou du décès d'un député, son suppléant devient député. En outre, les ministres élus quittant le gouvernement peuvent retrouver leur siège.

## Groupes parlementaires et sensibilités politiques
La Chambre des députés compte au 28 juillet 2024, quatre groupes parlementaires et quatre sensibilités politiques.
|  | Parti populaire chrétien-social (lb) Chrëschtlech-Sozial Vollekspartei                   | 21 / 60 | Marc Spautz      | Gouvernement |  |  |
|  | Parti démocratique (lb) Demokratesch Partei                                              | 14 / 60 | Gilles Baum      | Gouvernement |  |  |
|  | Parti ouvrier socialiste luxembourgeois (lb) Lëtzebuerger Sozialistesch Aarbechterpartei | 12 / 60 | Taina Bofferding | Opposition   |  |  |
|  | Parti réformiste d'alternative démocratique (lb) Alternativ Demokratesch Reformpartei    | 5 / 60  | Fred Keup        | Opposition   |  |  |
|  |                                                                                          |         |                  |              |  |  |
|  | Les Verts (lb) déi Gréng                                                                 | 4 / 60  | Sam Tanson       | Opposition   |  |  |
|  | Parti pirate (lb) Piratepartei Lëtzebuerg                                                | 2 / 60  | Sven Clement     | Opposition   |  |  |
|  | La Gauche (lb) déi Lénk                                                                  | 2 / 60  | Marc Baum        | Opposition   |  |  |

## Composition de la Chambre des députés

### Plan des sièges
La répartition des sièges au 10 octobre 2024.
| Hardy | Schoos  | Weidig | Polidori | Cruchten   | Di Bartolomeo | Engel    | Closener | Haagen | Emering | Agostino | Minella | Bauler  | Schockmel | Arendt | Goldschmidt |
| Keup  | Engelen | Braz   | Lenert   | Bofferding | Biancalana    | Delcourt | Fayot    | Etgen  | Cahen   | Hartmann | G. Baum | Beissel | Graas     | Polfer |             |

| Wiseler |

| Goergen | Clement | Welfring | Tanson  | Eicher | Modert  | Mosar | Wolter | Adehm  | Spautz | Marques | Kemp-Arendt  | Eischen | Lies        |
| Wagner  | M. Baum | Bernard  | Šehović | Kemp   | Weydert | Bauer | Lies   | Wilmes | Schaaf | Weiler  | Morgenthaler | Boonen  | Donnersbach |

Légende des couleurs :
- Gouvernement (35) :
- Parti populaire chrétien-social (21)
- Parti démocratique (14)

- Opposition (25) :
- Parti ouvrier socialiste luxembourgeois (12)
- Parti réformiste d'alternative démocratique (5)
- Les Verts (4)
- Parti pirate (2)
- La Gauche (2)

### Liste des députés
| Portrait | Député                | Depuis le        | Circonscription | Date de naissance | Parti | Parti |
| -------- | --------------------- | ---------------- | --------------- | ----------------- | ----- | ----- |
|          | Nancy Kemp-Arendt     | 3 août 2004      | Sud             | 22 mai 1969       |       | CSV   |
|          | Félix Eischen         | 8 juillet 2009   | Sud             | 5 février 1966    |       | CSV   |
|          | Marc Spautz           | 5 décembre 2013  | Sud             | 10 avril 1963     |       | CSV   |
|          | Michel Wolter         | 3 août 2004      | Sud             | 13 septembre 1962 |       | CSV   |
|          | Laurent Zeimet        | 24 octobre 2023  | Sud             | 12 octobre 1974   |       | CSV   |
|          | Charel Weiler         | 24 octobre 2023  | Nord            | 18 septembre 1986 |       | CSV   |
|          | Octavie Modert        | 5 décembre 2013  | Est             | 15 novembre 1966  |       | CSV   |
|          | Ricardo Marques       | 10 octobre 2024  | Est             | 26 avril 1993     |       | CSV   |
|          | Diane Adehm           | 8 mars 2011      | Centre          | 13 septembre 1970 |       | CSV   |
|          | Paul Galles           | 30 octobre 2018  | Centre          | 18 mai 1973       |       | CSV   |
|          | Marc Lies             | 28 juillet 2009  | Centre          | 30 décembre 1968  |       | CSV   |
|          | Claude Wiseler        | 5 décembre 2013  | Centre          | 30 janvier 1960   |       | CSV   |
|          | Emile Eicher          | 28 juillet 2009  | Nord            | 30 juin 1955      |       | CSV   |
|          | Jean-Paul Schaaf      | 11 juillet 2024  | Nord            | 4 décembre 1965   |       | CSV   |
|          | Maurice Bauer         | 21 novembre 2023 | Centre          | 11 octobre 1971   |       | CSV   |
|          | Jeff Boonen           | 21 novembre 2023 | Nord            | 1er juin 1985     |       | CSV   |
|          | Alex Donnersbach      | 21 novembre 2023 | Centre          | 9 janvier 1992    |       | CSV   |
|          | Françoise Kemp        | 21 novembre 2023 | Sud             | 24 avril 1991     |       | CSV   |
|          | Nathalie Morgenthaler | 21 novembre 2023 | Sud             | 9 octobre 1979    |       | CSV   |
|          | Stéphanie Weydert     | 21 novembre 2023 | Est             | 30 avril 1984     |       | CSV   |
|          | Laurent Mosar         | 21 novembre 2023 | Centre          | 8 février 1958    |       | CSV   |
|          | Luc Emering           | 24 octobre 2023  | Sud             | 13 juillet 1996   |       | DP    |
|          | Gusty Graas           | 13 novembre 2013 | Sud             | 14 septembre 1957 |       | DP    |
|          | Carole Hartmann       | 6 décembre 2018  | Est             | 3 juin 1987       |       | DP    |
|          | Simone Beissel        | 13 novembre 2013 | Centre          | 27 avril 1953     |       | DP    |
|          | Corinne Cahen         | 24 octobre 2023  | Centre          | 16 mai 1973       |       | DP    |
|          | Gilles Baum           | 21 novembre 2023 | Est             | 16 janvier 1973   |       | DP    |
|          | Lydie Polfer          | 8 juillet 2009   | Centre          | 22 novembre 1952  |       | DP    |
|          | Gérard Schockmel      | 24 octobre 2023  | Centre          | 9 mars 1961       |       | DP    |
|          | Fernand Etgen         | 30 octobre 2018  | Nord            | 10 mars 1957      |       | DP    |
|          | Barbara Agostino      | 21 novembre 2023 | Sud             | 6 janvier 1982    |       | DP    |
|          | Guy Arendt            | 21 novembre 2023 | Centre          | 13 avril 1954     |       | DP    |
|          | André Bauler          | 21 novembre 2023 | Nord            | 5 février 1964    |       | DP    |
|          | Patrick Goldschmidt   | 21 novembre 2023 | Centre          | 2 février 1970    |       | DP    |
|          | Mandy Minella         | 21 novembre 2023 | Sud             | 22 novembre 1985  |       | DP    |
|          | Yves Cruchten         | 21 novembre 2023 | Sud             | 1er mai 1975      |       | LSAP  |
|          | Dan Biancalana        | 30 octobre 2018  | Sud             | 6 novembre 1977   |       | LSAP  |
|          | Liz Braz              | 24 octobre 2023  | Sud             | 29 septembre 1996 |       | LSAP  |
|          | Mars Di Bartolomeo    | 5 décembre 2013  | Sud             | 27 juin 1952      |       | LSAP  |
|          | Taina Bofferding      | 21 novembre 2023 | Sud             | 22 novembre 1982  |       | LSAP  |
|          | Georges Engel         | 21 novembre 2023 | Sud             | 7 septembre 1968  |       | LSAP  |
|          | Paulette Lenert       | 21 novembre 2023 | Est             | 31 mai 1968       |       | LSAP  |
|          | Francine Closener     | 3 décembre 2019  | Centre          | 29 décembre 1969  |       | LSAP  |
|          | Claire Delcourt       | 24 octobre 2023  | Centre          | 23 janvier 1989   |       | LSAP  |
|          | Franz Fayot           | 21 novembre 2023 | Centre          | 28 février 1972   |       | LSAP  |
|          | Claude Haagen         | 21 novembre 2023 | Nord            | 18 mai 1962       |       | LSAP  |
|          | Ben Polidori          | 24 octobre 2023  | Nord            | 13 novembre 1989  |       | LSAP  |
|          | Dan Hardy             | 11 juillet 2024  | Sud             | 29 mars 1972      |       | ADR   |
|          | Fred Keup             | 14 octobre 2020  | Sud             | 15 mai 1980       |       | ADR   |
|          | Alexandra Schoos      | 24 octobre 2023  | Est             | 13 mai 1988       |       | ADR   |
|          | Tom Weidig            | 24 octobre 2023  | Centre          | 7 décembre 1972   |       | ADR   |
|          | Jeff Engelen          | 30 octobre 2018  | Nord            | 24 juillet 1953   |       | ADR   |
|          | Meris Šehović         | 24 octobre 2023  | Sud             | 14 septembre 1991 |       | Gréng |
|          | Joëlle Welfring       | 21 novembre 2023 | Sud             | 22 juin 1974      |       | Gréng |
|          | Djuna Bernard         | 11 juillet 2024  | Centre          | 15 juin 1992      |       | Gréng |
|          | Sam Tanson            | 21 novembre 2023 | Centre          | 4 avril 1977      |       | Gréng |
|          | Marc Goergen          | 30 octobre 2018  | Sud             | 12 janvier 1985   |       | PPL   |
|          | Sven Clement          | 30 octobre 2018  | Centre          | 19 janvier 1989   |       | PPL   |
|          | Marc Baum             | 24 octobre 2023  | Sud             | 11 juin 1978      |       | Lénk  |
|          | David Wagner          | 24 octobre 2023  | Centre          | 3 mars 1979       |       | Lénk  |

### Mandats clos en cours de législature
Les élus suivants ont mis fin prématurément à leur mandat.
| Portrait | Député             | Circonscription | Parti | Parti | Raison                          | Date             | Remplaçant            |
| -------- | ------------------ | --------------- | ----- | ----- | ------------------------------- | ---------------- | --------------------- |
|          | Luc Frieden        | Centre          |       | CSV   | Nomination dans le gouvernement | 17 novembre 2023 | Maurice Bauer         |
|          | Georges Mischo     | Sud             |       | CSV   | Nomination dans le gouvernement | 17 novembre 2023 | Françoise Kemp        |
|          | Gilles Roth        | Sud             |       | CSV   | Nomination dans le gouvernement | 17 novembre 2023 | Nathalie Morgenthaler |
|          | Léon Gloden        | Est             |       | CSV   | Nomination dans le gouvernement | 17 novembre 2023 | Stéphanie Weydert     |
|          | Serge Wilmes       | Centre          |       | CSV   | Nomination dans le gouvernement | 17 novembre 2023 | Alex Donnersbach      |
|          | Elisabeth Margue   | Centre          |       | CSV   | Nomination dans le gouvernement | 17 novembre 2023 | Laurent Mosar         |
|          | Martine Hansen     | Nord            |       | CSV   | Nomination dans le gouvernement | 17 novembre 2023 | Jeff Boonen           |
|          | Fernand Kartheiser | Sud             |       | ADR   | Élection au Parlement Européen  | 11 juillet 2024  | Dan Hardy             |
|          | Christophe Hansen  | Nord            |       | CSV   | Élection au Parlement Européen  | 11 juillet 2024  | Jean-Paul Schaaf      |
|          | François Bausch    | Centre          |       | Gréng | Raisons personnelles            | 11 juillet 2024  | Djuna Bernard         |
|          | Max Hengel         | Est             |       | CSV   | Mort en fonction                | 17 août 2024     | Ricardo Marques       |